# Уреилит
Уреилитите (урелити) са рядък вид каменни метеорити – примитивни ахондрити с уникален минерален състав, много различен от този на останалите каменни метеорити. Те са основната група примитивни ахондрити, представени от почти 200 известни екземпляра, а по други данни броят им е около 440. Носят името на метеорита Нови Урей, паднал край едноименното село в Мордовия през 1886 г., от който са намерени три фрагмента.
Уреилитите са подразделени на две главни групи – основната мономитална група и по-рядко срещаната група полимитици. Мономиталните се състоят от брекчи, съставени от седиментни скали, съдържащи само един минерален вид, а полимитиците включват по няколко вида минерали.

## Произход
Както произходът, така и историята на формиране на уреилитите не са съвсем ясни. Техните минерални и кислородни изотопни съставки предполагат, че са се образували като остатъци от частично топене и поради това представляват примитивни ахонтрити, които вероятно са се образували от няколко родителски тела. От друга страна, моделите с редки елементи и други химични характеристики показват, че уреилитите са силно фракционирани вулканични скали, образувани в различни региони на едно и също родителско тяло – вероятно умерено диференциран астероид, разрушен от удар и след това бързо охладен. Ефектът от интензивните ударни вълни върху метеорита след втвърдяването му, се доказва от деформацията на кристалите и от образуването на тъмната матрица между тях. Ударите очевидно се концентрират по границите на зърната, където предизвикват интензивна пулверизация, топене и образуване на минерали под високо налягане като диамант – формата на въглерод под високо налягане. Такива удари биха обяснили появата на диаманти и лонсдейлити, образувани от интензивен шоков метаморфизъм.
Наблюдаваните вариации в изотопните състави на уреилитите водят до предположението, че те са образувани чрез топене на хондритния материал в редица изолирани магмени системи, а не от обикновен магмен източник. Тези наблюдения довеждат до други модели за техния произход, включително сблъсък в планетарен мащаб. Съвсем наскоро е предложен вариант, при който уреилитите са интерпретирани като късове от мантийната скала на частично разтопен астероид.
Тези теории не са напълно доказани и стават проблематични заради нови, открити в последно време, метеорити. Наскоро е установено, че новият уреилит DaG 868, намерен в либийска Сахара, съдържа диаманти, но изглежда, че почти не е удрян. Други уреилити, съдържат екзотични минерали като хром-шпинел, богат на хром гранат и свързаните с тях минерали. През октомври 2008 г. малкият астероид 2008 TC3 навлиза в атмосферата на Земята и избухва над Нубийската пустиня в Судан. Фрагментите от този астероид са определени като уреилити. В тях учените откриват аминокиселини, каквито не се очаква да бъдат намерени, предвид високите температури от около 1000 °C, достигнати при експлозията. Някои изследователи смятат, че уреилитите са се образували в Слънчевата мъглявина и ако това е така, констатирането на аминокиселини в 2008 TC3 може да означава, че всъщност аминокиселините са били синтезирани много рано в историята на Слънчевата система. Остава неясно дали уреилитите произхождат от различни родителски тела или са формирани в различни региони на едно и също тяло. Тези необичайни екземпляри съдържат повече въпроси, отколкото са отговорите по отношение на произхода на уреилитите.

## Състав
Техническото название на уреилитите е оливин-пижонит ахондрит. Типичният уреилит съдържа кристали оливин и разновидности на пироксена – пижонит, авгит или ортопироксен. Кристалите са с диаметър до няколко милиметра, вградени в тъмна, богата на въглерод матрица от графит и микродиаманти, малко никел-желязо, троилит, железен карбид и незначително количество силикати. Това са тъмносиви или кафеникави метеорити с текстура и минерален и химичен състав на литофилни елементи – самородни химични елементи, които понякога се срещат в чист вид в природата, със силно сродство към кислорода. Това предполага, че са силно фрагментирани скали, произхождащи от родителско тяло на ахондрит. Оливинът е едрозърнест, а малкото пироксен е най-вече под формата на беден на калций пижонит. Уреилитите, които не са били силно модифицирани от удар, обикновено показват големи, удължени оливинови и пироксенови зърна с размер около 1 mm, които образуват тройни връзки и имат извити граници между гранулите. Някои от тях показват минерална тъкан, предполагаща утаяване и/или уплътняване на кристалите.
Съдържат изобилие от уловени благородни газове и въглерод. Ако уреилитите са образувани по време на високотемпературен процес би трябвало тези газове да се изпарят, затова се предполага, че те вероятно са включени в скалите при по-късно инжектиране в тях от слънчевия вятър. Съществува още въпросът относно въглерода и как са се образували графитът и диамантите. Вероятно е диамантите да са формирани шоково, или в резултат от химическо отлагане на пари в ранната Слънчева мъглявина. Една добре известна характеристика на уреилитите е, че желязното съдържание намалява, когато оливинът е в контакт с графит. Възможно е да са образувани при редукция, което е видимо доказано в оливиновите зърна с редуцирани ръбове, които са съставени от беден на желязо оливин, оцветен в малки петна от метал с ниско съдържание на никел.

## Видове
Уреилитите са разделени и на три основни типа, в зависимост от преобладаващите минерали – оливин-пижонит, оливин-ортопироксен и полимикт уреилити.
- Оливин-пижонитовите уреилити са интерпретирани като частично стопени остатъци. За тях е характерно значителното количество окислено желязо (Fe2+). Липсващият базалтов компонент е обяснен до голяма степен със загубата му при експлозивен вулканизъм върху родителското тяло.[1] Две характеристики на тези метеорити предполагат бавна скорост на охлаждане – големият размер на кристалите и образуването на кристали (ламели) на различна пироксенова разновидност – на пижонит. Това доказателство за бавна скорост на охлаждане съответства на формиране вътре в обект с размерите на астероид, където топлинните загуби биха били по-бавни, отколкото на повърхността.[3]

- Оливин-ортопироксеновите уреилити приличат на магмени скали, образувани от натрупването на кристали от магма или чрез утаяване.[1]

- Полимиктовите уреилити като Нилпена, EET 83309, EET 87720 и други са брекчи, които се състоят от различни скални и минерални фрагменти. Те включват мономитни фрагменти от уреилит, съдържащи фелдшпат класти (зърна или парчета от седиментни скали и минерали), изолирани минерални фрагменти, части от хондрити и хондрули и тъмни въглеродни хондритни включвания.[1] Това предполага повърхностен или реголитен произход на полимикт урелитите – допускане, което се подкрепя от стойностите на благородните газове.[2] Поради големите си петрологични прилики със земните ултрамафични скали (магмени скали с ниско съдържание на SiO2) се смята, че тези уреилити са продукти на вътрешна магмена диференциация.[1]